# Scarabaeus silenus
Scarabaeus silenus là một loài bọ cánh cứng trong họ Bọ hung (Scarabaeidae).